# Hemieuxoa interfasciata
Hemieuxoa interfasciata là một loài bướm đêm trong họ Noctuidae.